# Aldo Taillieu
Aldo Taillieu, né le 10 février 2006, est un coureur cycliste belge. Il est membre de l'équipe Lotto Development.

## Biographie
Originaire de Gooik, Aldo Taillieu commence le cyclisme dans la catégorie des aspirants (moins de 15 ans),. Il réalise ses débuts en VTT. Dans cette discipline, il devient notamment champion national de cross-country en 2022. Son frère aîné Léon pratique lui aussi ce sport en compétition. 
Au printemps 2023, il décide de se consacrer davantage à la route. Bon rouleur-sprinteur, il se fait remarquer lors de l'année 2024 en remportant le championnat de Belgique du contre-la-montre juniors, Kuurne-Bruxelles-Kuurne juniors, la Route des Géants et une étape du Giro della Lunigiana. Il termine également deuxième de la Guido Reybrouck Classic, ou encore cinquième de la Course de la Paix juniors, après être monté sur le podium de trois étapes. Sa saison est toutefois interrompue de manière brutale en raison d'une chute aux championnats d'Europe juniors, où il se fracture la clavicule sur l'épreuve chronométrée. 
Néanmoins, il intègre la réserve de la formation Lotto en 2025, grâce à ses bonnes performances obtenues au niveau international. Il y est accompagné par son frère Léon. Aldo Taillieu ne délaisse pas pour autant ses études en s'inscrivant à l'université de Gand, pour suivre des cours d’ingénierie civile et d’architecture,. Dès sa reprise, il s'impose sur le prologue du Tour du Rwanda, face à plusieurs professionnels. Il endosse à cette occasion son premier maillot de leader sur une couse par étapes.

## Palmarès
- 2024
  -  Champion de Belgique du contre-la-montre juniors
  - Kuurne-Bruxelles-Kuurne juniors[7]
  - Route des Géants
  - 3ea étape du Giro della Lunigiana
  - 2e de la Guido Reybrouck Classic
  - 3e du championnat de Belgique sur route juniors
  - 3e du Trophée des Flandres
- 2025
  - Prologue du Tour du Rwanda